# Dicrurus hottentottus
Il drongo piumato (Dicrurus hottentottus (Linnaeus, 1766)) è un uccello passeriforme appartenente alla famiglia Dicruridae.

## Etimologia
Il nome scientifico della specie, hottentottus, significa "ottentotto" in latino: tale denominazione deriva da un errore in fase di classificazione, coi reperti appartenenti a questa specie pervenuti a Linneo classificati come provenienti dalla provincia del Capo.

## Descrizione

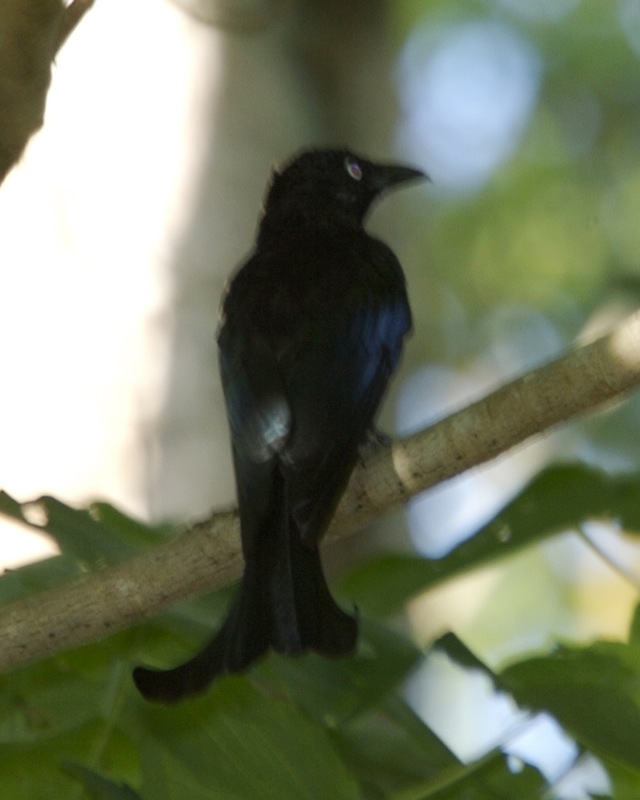
Esemplare a Celebes.

### Dimensioni
Misura 24-32 cm di lunghezza (dei quali circa la metà spetta alla lunga coda), per 86 g di peso. A parità d'età, i maschi sono lievemente più grossi e pesanti rispetto alle femmine: è inoltre presente una certa variabilità nella taglia delle varie sottospecie, che segue un gradiente decrescente in direttrice NW-SE.

### Aspetto
Si tratta di uccelli dall'aspetto robusto e slanciato, muniti di grossa testa di forma squadrata e allungata, becco largo, conico e robusto piuttosto lungo (se confrontato con quello di altre specie di drongo) e dalla punta adunca, zampe corte, lunghe ali digitate e lunga coda dall'estremità forcuta, con le due punte rivolte verso l'esterno. Le penne alla base del becco sono lunghe e filiformi, normalmente nascoste nel piumaggio ma ben evidenti quando l'animale le drizza: a questa caratteristica, il drongo piumato deve il proprio nome comune.

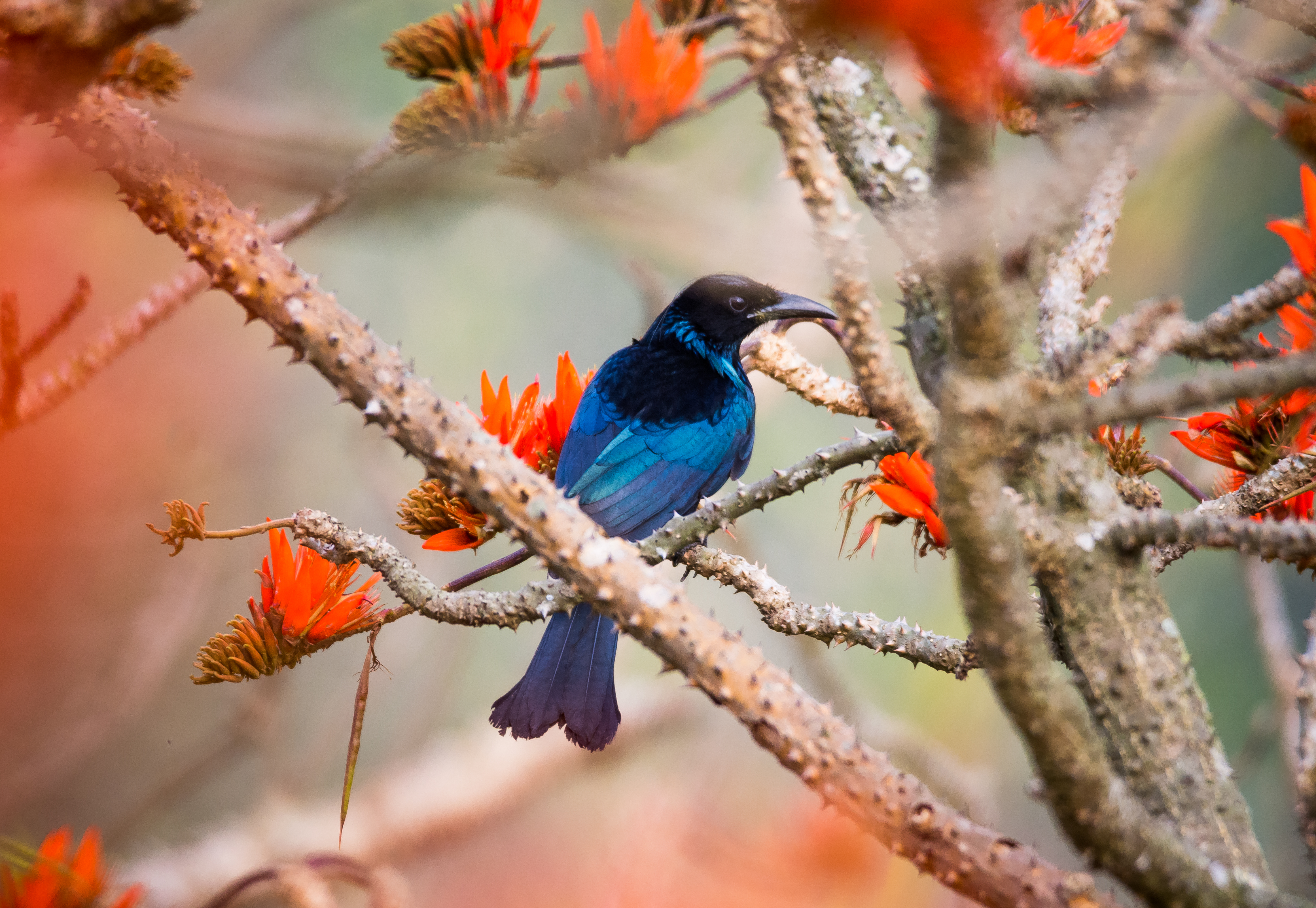
Esemplare a Madhabpur.

Il piumaggio si presenta uniformemente di colore nero lucido, con presenza di sfumature metalliche di colore verde-bluastro o ramato su nuca, dorso, petto e ali (ma particolarmente evidenti su queste ultime, sul petto e sull'area scapolare, a formare una sorta di collare), di estensione e colorazione variabile a seconda della sottospecie ed in ogni caso ben evidenti quando l'animale si trova nella luce diretta. Le penne della gola di alcune sottospecie tendono a schiarirsi ed assumere riflessi metallici azzurri verso la punta e talvolta anche sulle ali.

I due sessi presentano colorazione del tutto simile, con le femmine dal piumaggio lievemente più opaco e dalla coda mediamente leggermente più corta rispetto a quanto riscontrabile nei maschi.
Il becco e le zampe sono di colore nero: gli occhi possono essere di colore bruno-rossiccio (nelle popolazioni continentali), bruno scuro (in quelle filippine) o bianco (in quelle indonesiane).

## Biologia

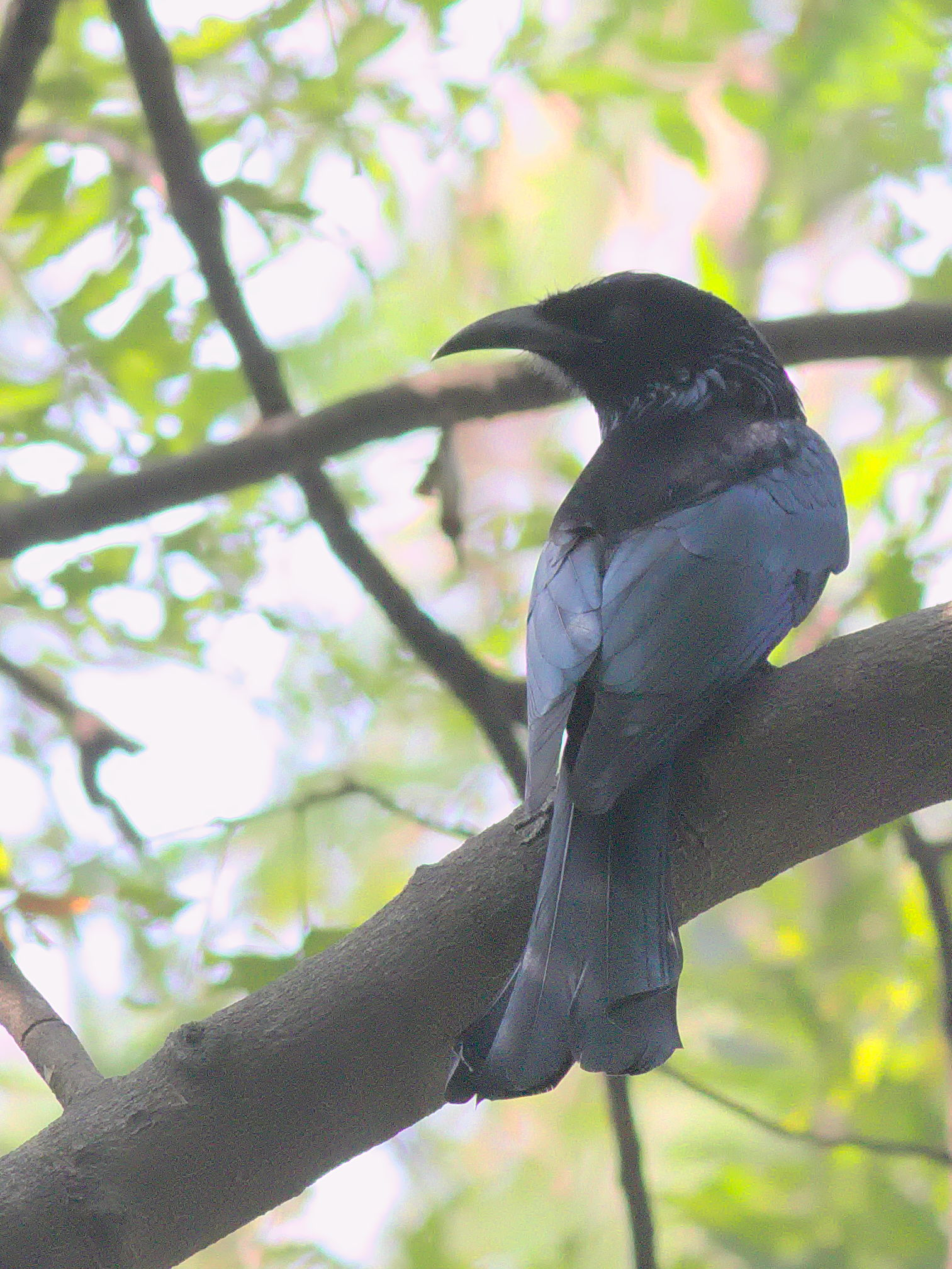
Esemplare a Lucknow.

Il drongo piumato è un uccello che presenta abitudini di vita essenzialmente diurne e vive prevalentemente da solo o in coppie: si tratta di uccelli piuttosto territoriali, che passano la maggior parte della propria giornata appollaiati su un posatoio in evidenza, monitorando i dintorni alla ricerca di eventuali prede o di potenziali intrusi che si aggirino nel territorio, spiccando il volo per ghermire le prime o per attaccare i secondi, i quali vengono però preventivamente avvertiti mediante vocalizzazioni.
Similmente agli altri dronghi, anche il drongo piumato è un uccello molto vocale, in particolar modo durante la stagione degli amori. Questi animali vocalizzano soprattutto durante le prime ore del mattino o verso sera: essi presentano un range estremamente vasto di versi, che vanno da cinguettii liquidi e armoniosi a versi aspri e gracchianti che ricordano quelli della ghiandaia, non di rado intervallati rapidamente gli uni agli altri. A questi, si aggiungono le imitazioni dei richiami di numerose specie di uccelli ed altri animali coi quali il drongo piumato condivide l'areale di residenza: i richiami di questi animali presentano marcate differenze nella struttura fra le varie popolazioni, e potrebbero in futuro costituire un criterio di separazione tassonomica.

### Alimentazione

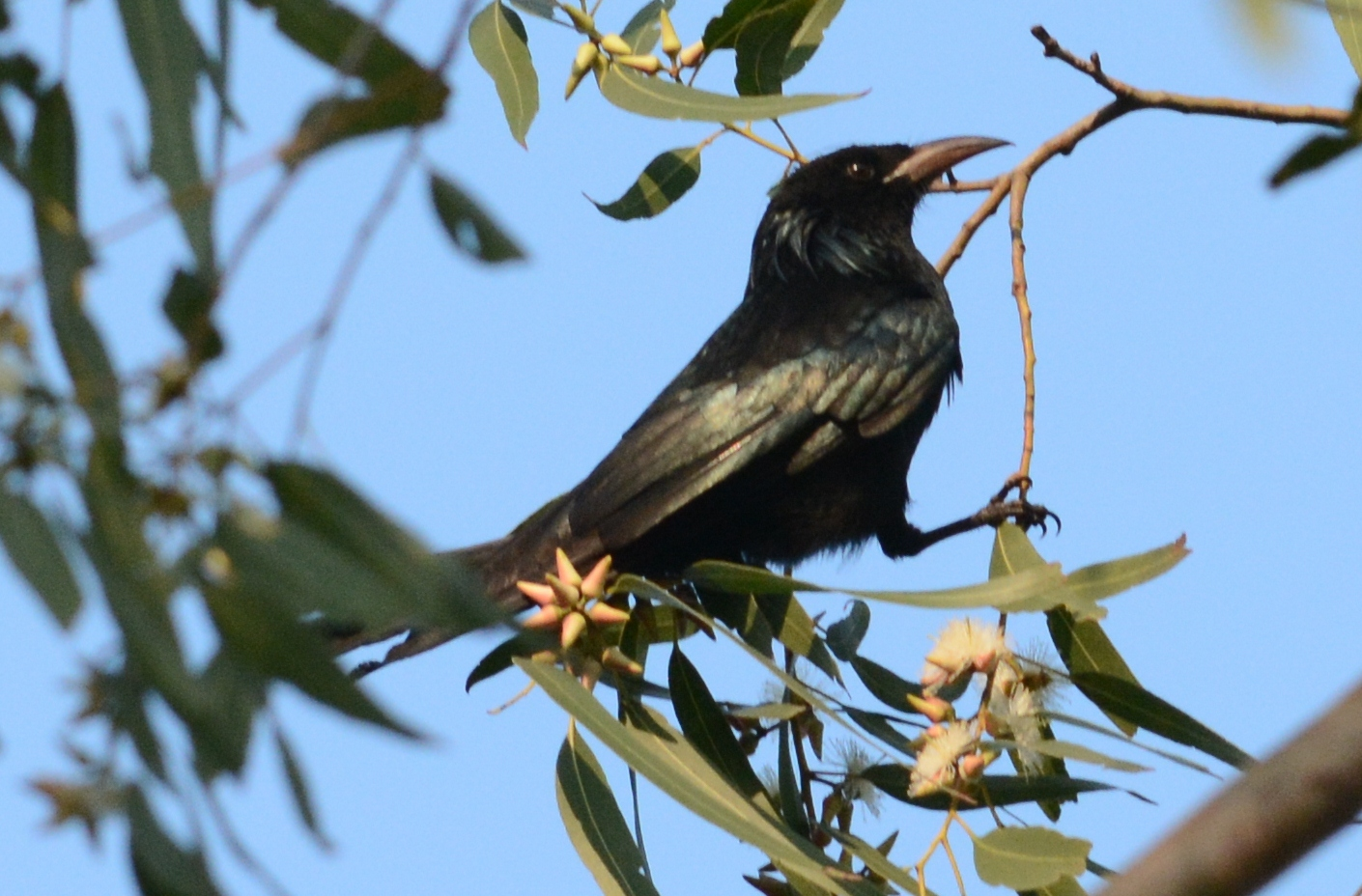
Esemplare cerca il cibo nell'Uttarakhand.

Si tratta di uccelli dalla dieta virtualmente onnivora, nella quale tuttavia la componente insettivora predomina nettamente sulle altre.
Il drongo piumato è solito cacciare le prede al suolo o fra i rami o il fogliame di alberi e cespugli, calandole sopra dall'alto dopo averla avvistata durante la sua incessante attività di monitoraggio del territorio: questi uccelli mostrano inoltre una certa perizia nel catturare le prede in volo.

Le prede troppo voluminose vengono trasportate fra le zampe proprio verso il posatoio favorito, dove possono essere spezzettate con calma con l'aiuto del forte becco allungato.
Questi uccelli si cibano essenzialmente di grossi insetti (imenotteri, formiche e termiti sciamanti, coleotteri, lepidotteri, cavallette) ed altri invertebrati, nonché delle loro larve: i dronghi piumati possono inoltre cibarsi di piccoli vertebrati (uccellini, topolini, piccoli rettili e anfibi) e, più sporadicamente, anche di bacche e piccoli frutti, mentre non di rado questi uccelli visitano le infiorescenze degli alberi per cibarsi del nettare, che rappresenta durante determinate stagioni una percentuale non trascurabile della loro dieta.

### Riproduzione

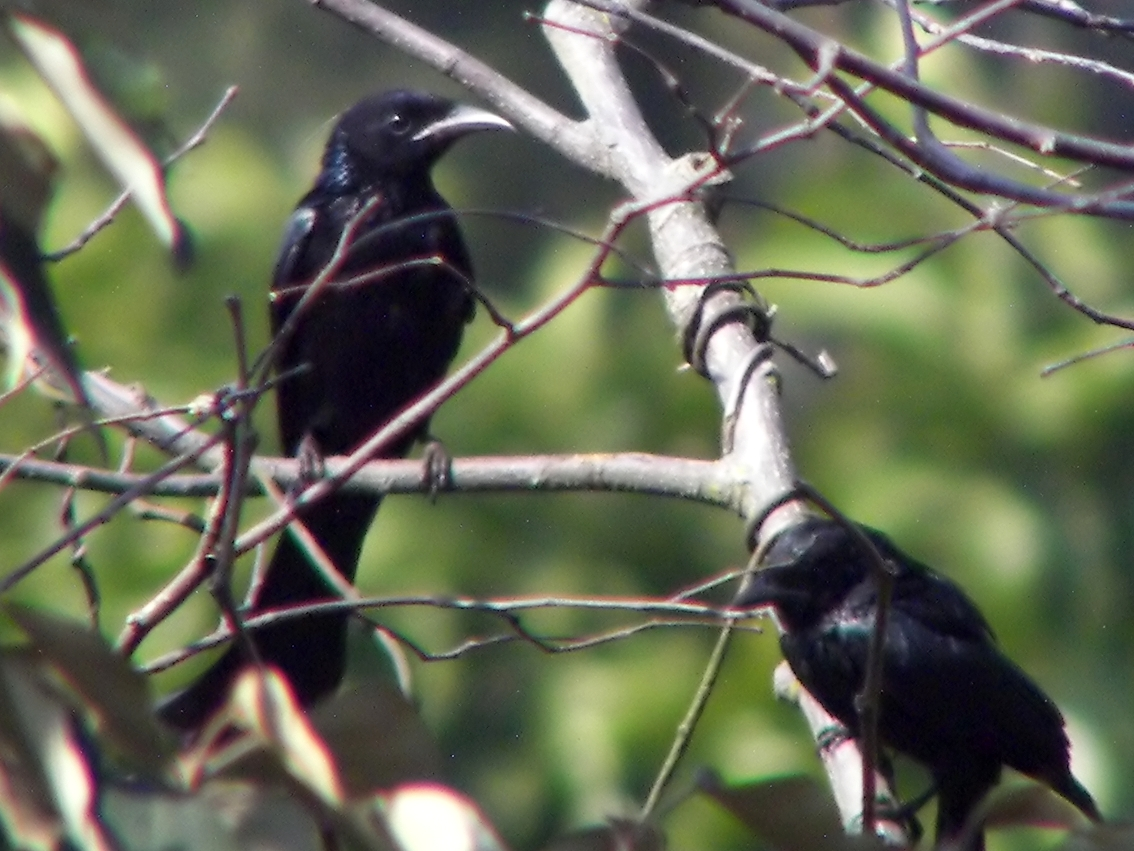
Coppia a Hong Kong.

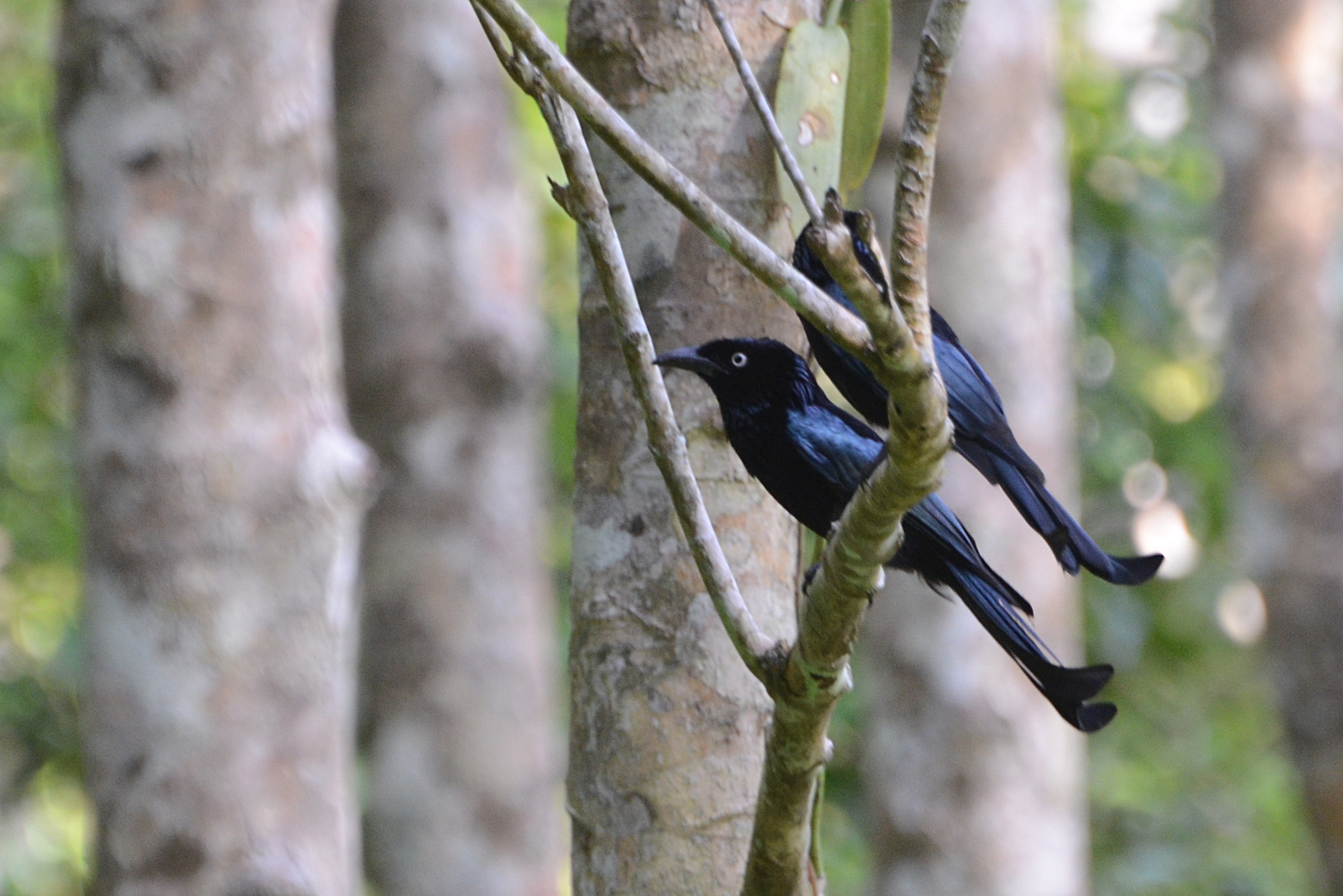
Coppia a Siau.

Il drongo piumato è un uccello rigidamente monogamo, le cui coppie rimangono assieme per la vita: la stagione riproduttiva va da febbraio a luglio, con le popolazioni del sud dell'areale che cominciano a riprodursi alcune settimane prima rispetto a quelle più settentrionali.
I due sessi collaborano durante tutte le fasi dell'evento riproduttivo: essi infatti costruiscono assieme il nido (una fragile e sottile coppa di rametti e fibre vegetali intrecciati alla biforcazione della porzione distale di un ramo d'albero), si alternano nella cova (che dura circa venti giorni) delle 2-4 uova, che sono di colore bianco sporco con sparsa screziatura grigio-brunastra, e si occupano inoltre in maniera congiunta dell'allevamento della prole.

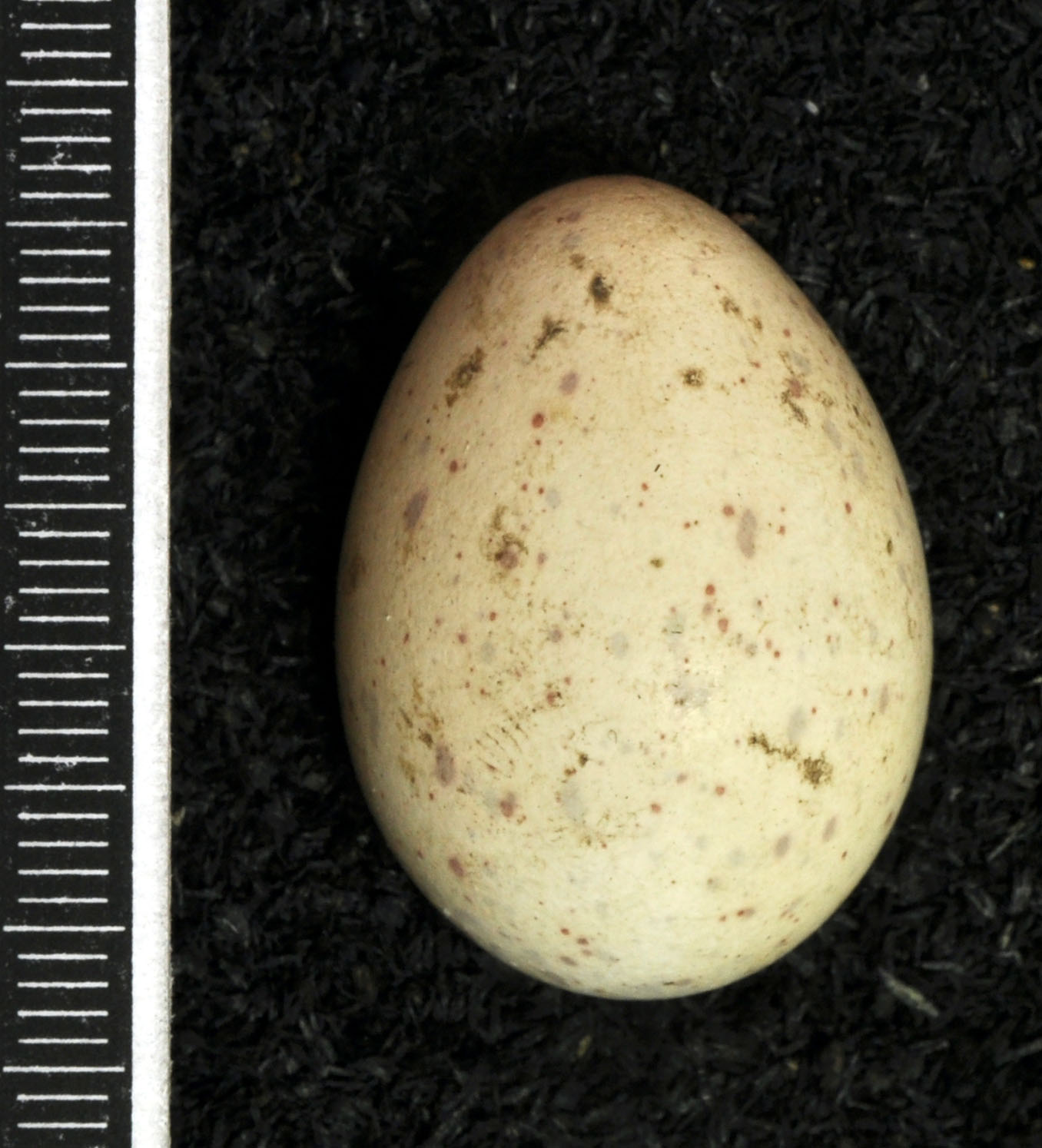
Uovo.

I pulli schiudono ciechi ed implumi: imbeccati ed accuditi da ambedue i genitori, essi sono pronti per l'involo attorno alle tre settimane di vita, rimanendo con loro ancora per circa un mese (seguendoli nei loro spostamenti e chiedendo loro, sebbene in maniera sempre più sporadica) prima di allontanarsene in maniera definitiva.
Durante il periodo degli amori, il drongo piumato diviene più vocale e aggressivo del solito, esibendo quasi incessantemente le proprie doti canore ed attaccando intrepidamente qualsiasi intruso si avvicini eccessivamente (anche in maniera involontaria) al sito di nidificazione.

## Distribuzione e habitat

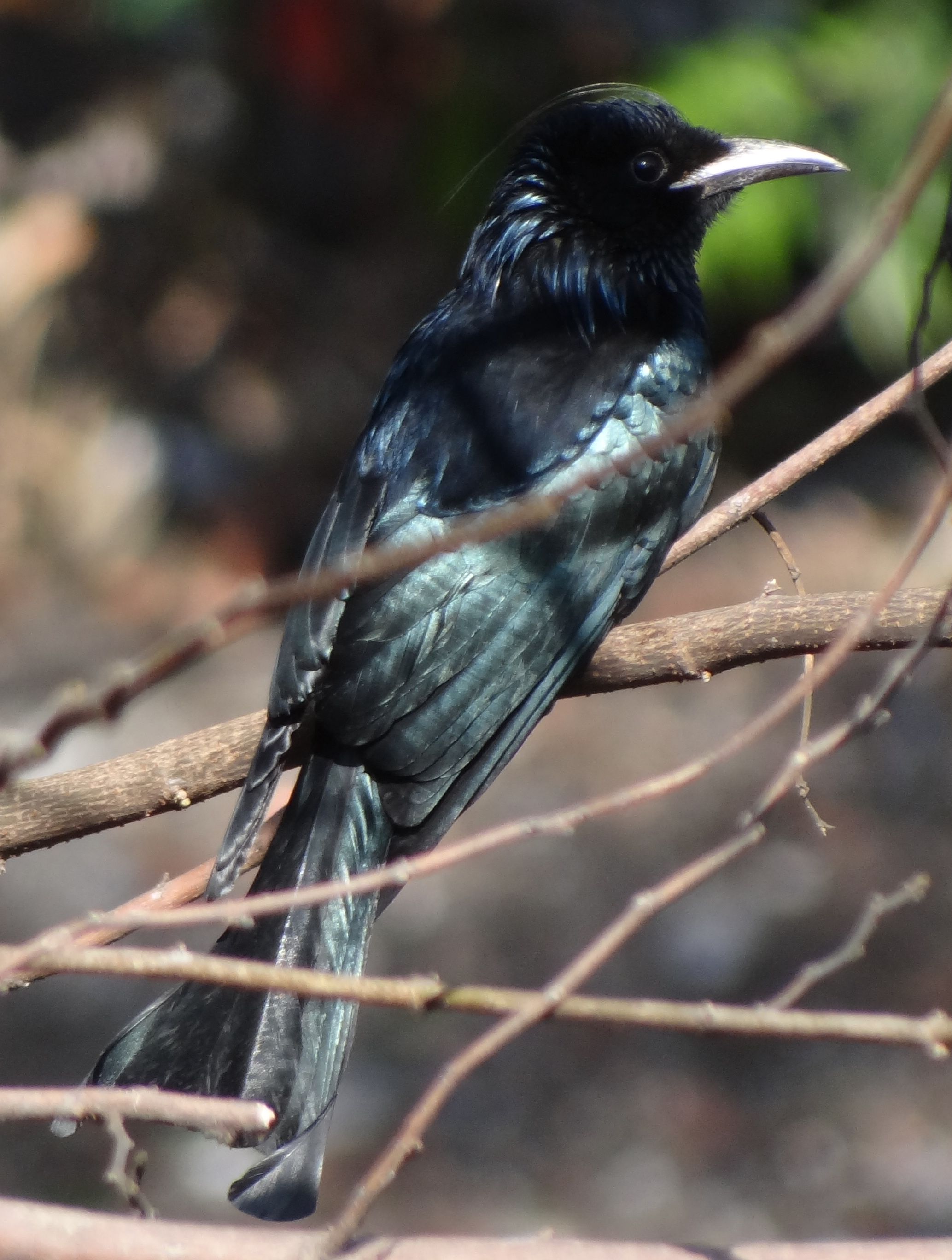
Esemplare in India.

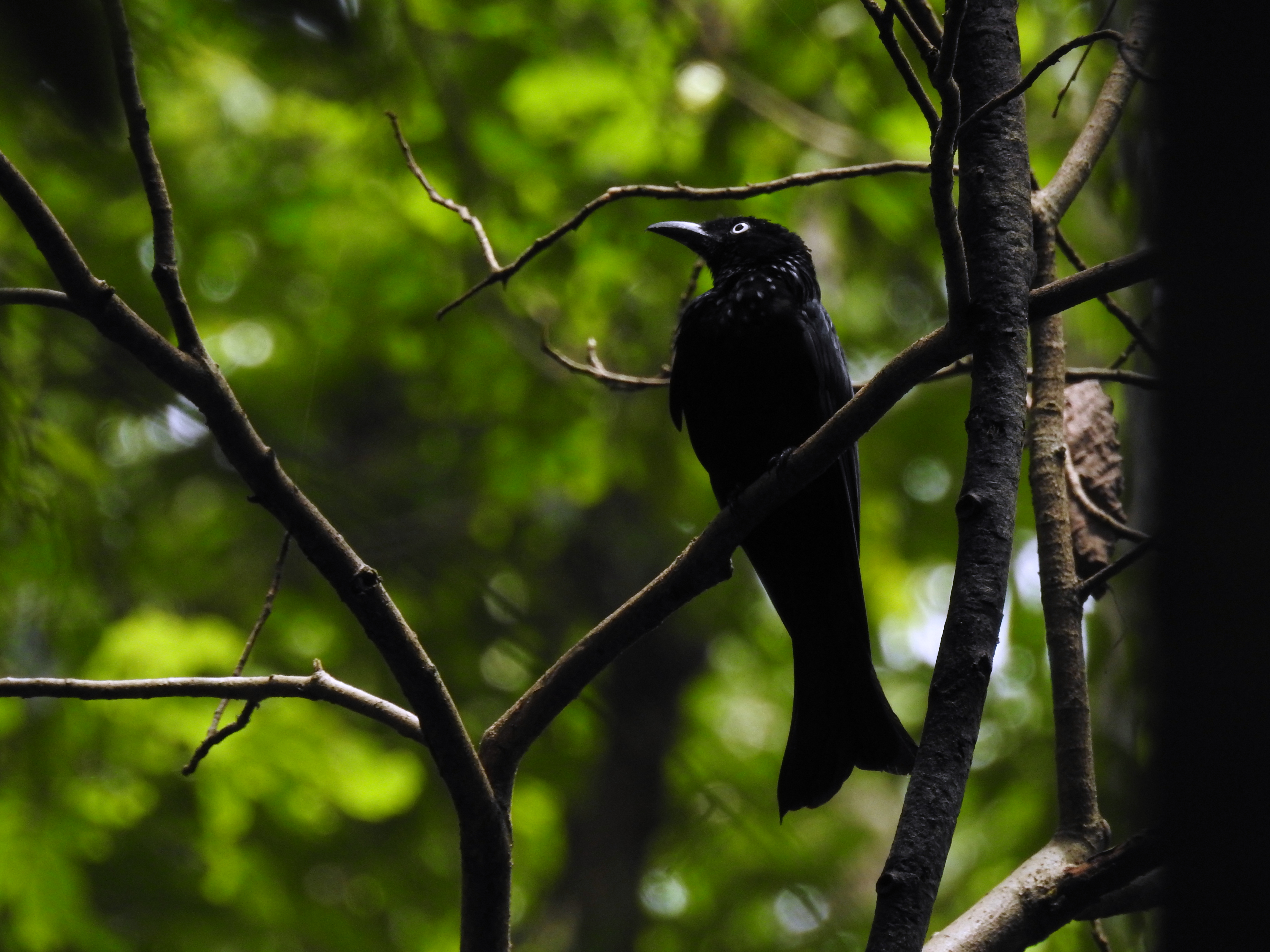
Esemplare nel nord di Sulawesi.

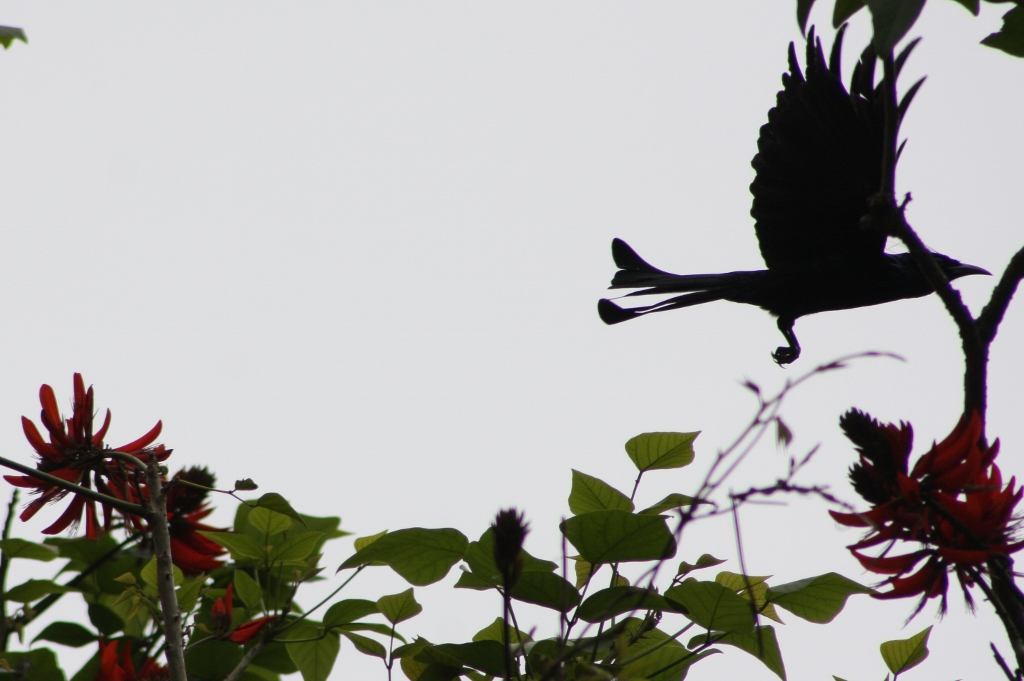
Esemplare s'invola a Hong Kong.

Il drongo piumato occupa un vasto areale asiatico, che comprende l'Asia Meridionale, il Sud-est asiatico e le grandi Isole della Sonda, estendendosi dal Punjab e dal sud del Kashmir lungo le pendici meridionali dell'Himalaya fino alla Cina sud-orientale (a sud di Hebei e Jiangsu, fino a Yunnan e Guangdong centro-orientale) attraverso Nepal, Sikkim, Bhutan e Tibet sud-orientale: la specie è inoltre presente nella fascia costiera della penisola indiana lungo i Ghati occidentali e orientali, in Bengala e India nordorientale, oltre che nella penisola indocinese a sud fino grossomodo all'istmo di Kra. Il dongo piumato presenta numerose popolazioni insulari (corrispondenti in genere ad altrettanti endemismi), avengo colonizzato anche il Borneo, Giava (dove è presente nella porzione orientale dell'isola, oltre che nell'area attorno alla capitale Giacarta), le Filippine centro-meridionali ed occidentali e Sulawesi, oltre che le isole minori prospicienti alle summenzionate.
La specie è generalmente residente nel suo areale: le popolazioni cinesi (sottospecie brevirostris), tuttavia, tendono a migrare verso sud per svernare.
L'habitat di questi uccelli è rappresentato dalle aree di foresta umida, con predilezione delle aree di ricrescita secondaria e di quelle inframezzate con zone più aperte, sia erbose che cespugliose.

## Tassonomia
Se ne riconoscono 15 sottospecie:

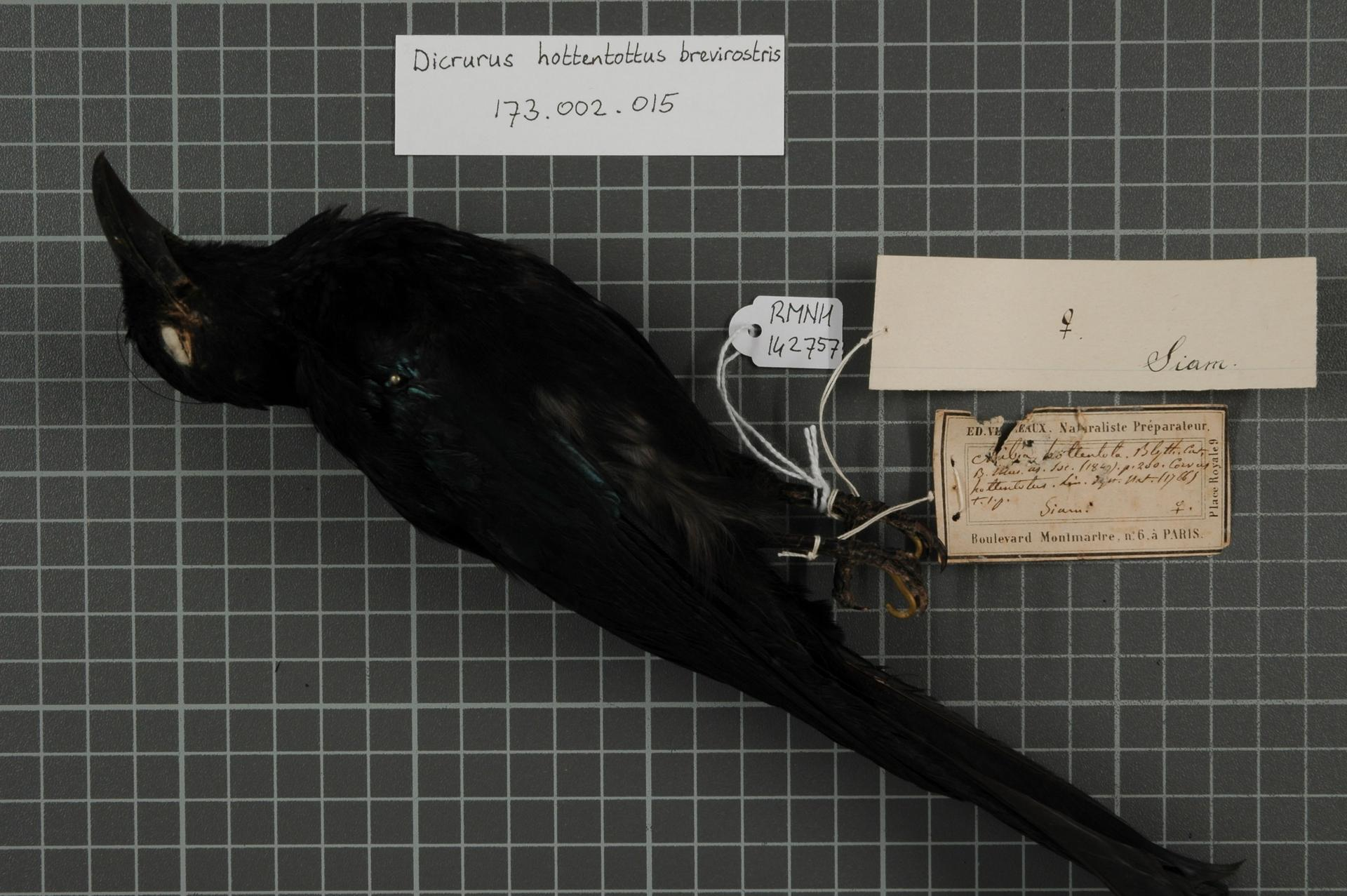
Esemplare impagliato della sottospecie nominale.

- Dicrurus hottentottus brevirostris (Cabanis, 1851) - diffusa in Cina centrale e sud-orientale, nord di Birmania, Thailandia e Laos, Tonchino ed Assam, svernante in Indocina centro-meridionale e Tenasserim;
- Dicrurus hottentottus hottentottus (Linnaeus, 1766) - la sottospecie nominale, diffusa nella porzione nord-occidentale dell'areale occupato dalla specie, dall'India alla Cina meridionale (Yunnan occidentale), oltre che in Birmania, Thailandia e sud dell'Indocina
- Dicrurus hottentottus faberi Hoogerwerf, 1962 - endemica di Panaitan e delle isole della baia di Giacarta;
- Dicrurus hottentottus jenticki (Vorderman, 1893) - diffusa a Giava, Bali e nelle isole del mare di Giava (Madura, isole Masalembu e Kangean);
- Dicrurus hottentottus borneensis (Sharpe, 1879) - endemica del Borneo;
- Dicrurus hottentottus palawanensis Tweeddale, 1878 - diffusa a Palawan, Busuanga, Culion, Balabac e Mapun;
- Dicrurus hottentottus samarensis Vaurie, 1947 - diffusa a Samar, Biliran, Leyte, Calicoan, Panaon, Bohol);
- Dicrurus hottentottus striatus Tweeddale, 1877 - diffusa a Mindanao e Basilan;
- Dicrurus hottentottus cuyensis (McGregor, 1903) - diffusa nelle isole Cuyo e Caluya;
- Dicrurus hottentottus suluensis Hartert, 1902 - endemica delle isole Sulu e delle isole Derawan;
- Dicrurus hottentottus guillemardi (Salvadori, 1890) - endemica di Obira;
- Dicrurus hottentottus banggaiensis Vaurie, 1952 - endemica delle isole Banggai;
- Dicrurus hottentottus pectoralis Wallace, 1863 - endemica delle isole Sula;
- Dicrurus hottentottus leucops Wallace, 1865 - diffusa a Sulawesi e nelle isole minori circonvicine, oltre che a Matasiri;

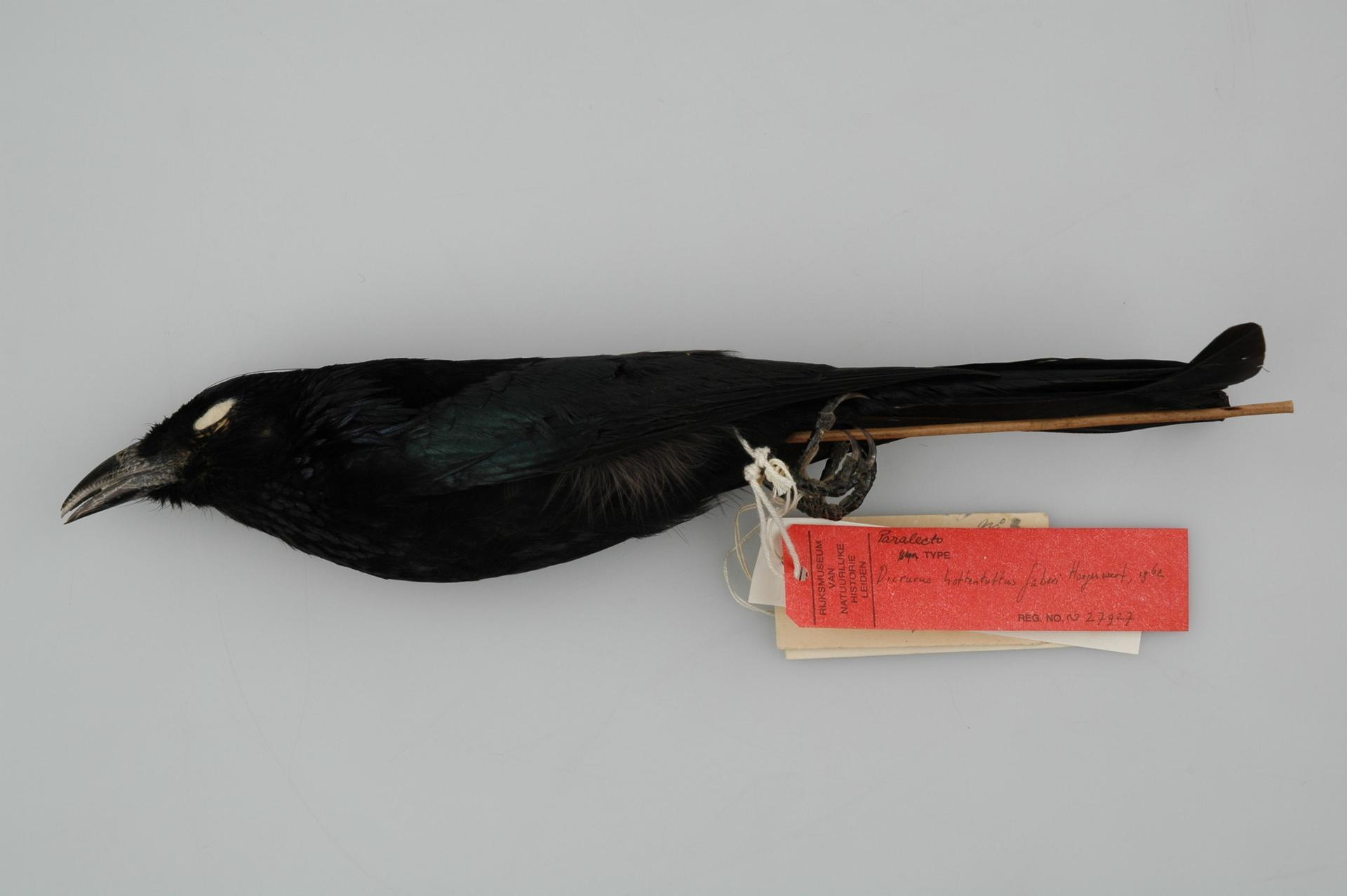
Esemplare impagliato della sottospecie faberi.
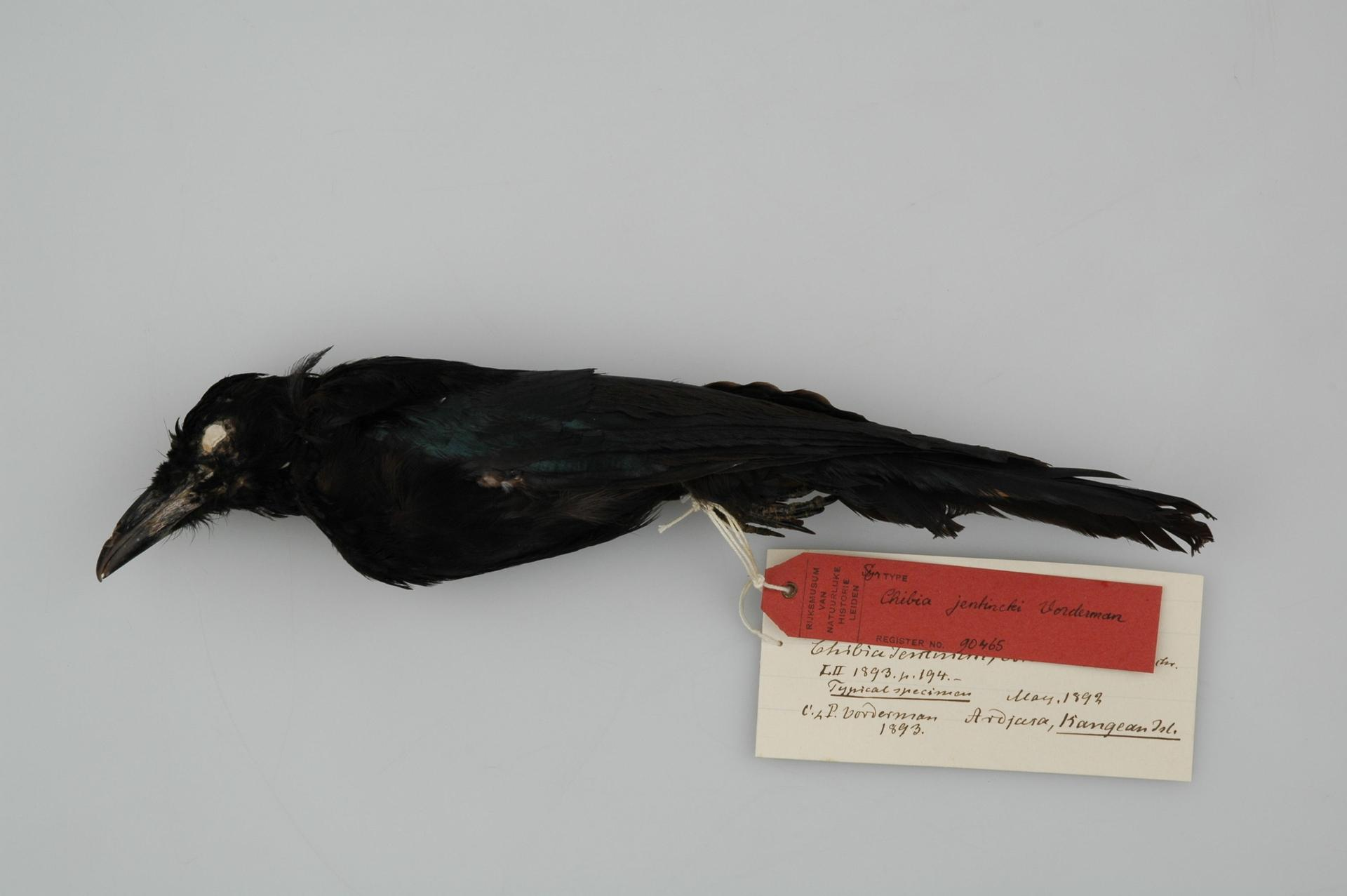
Esemplare impagliato della sottospecie jentincki.
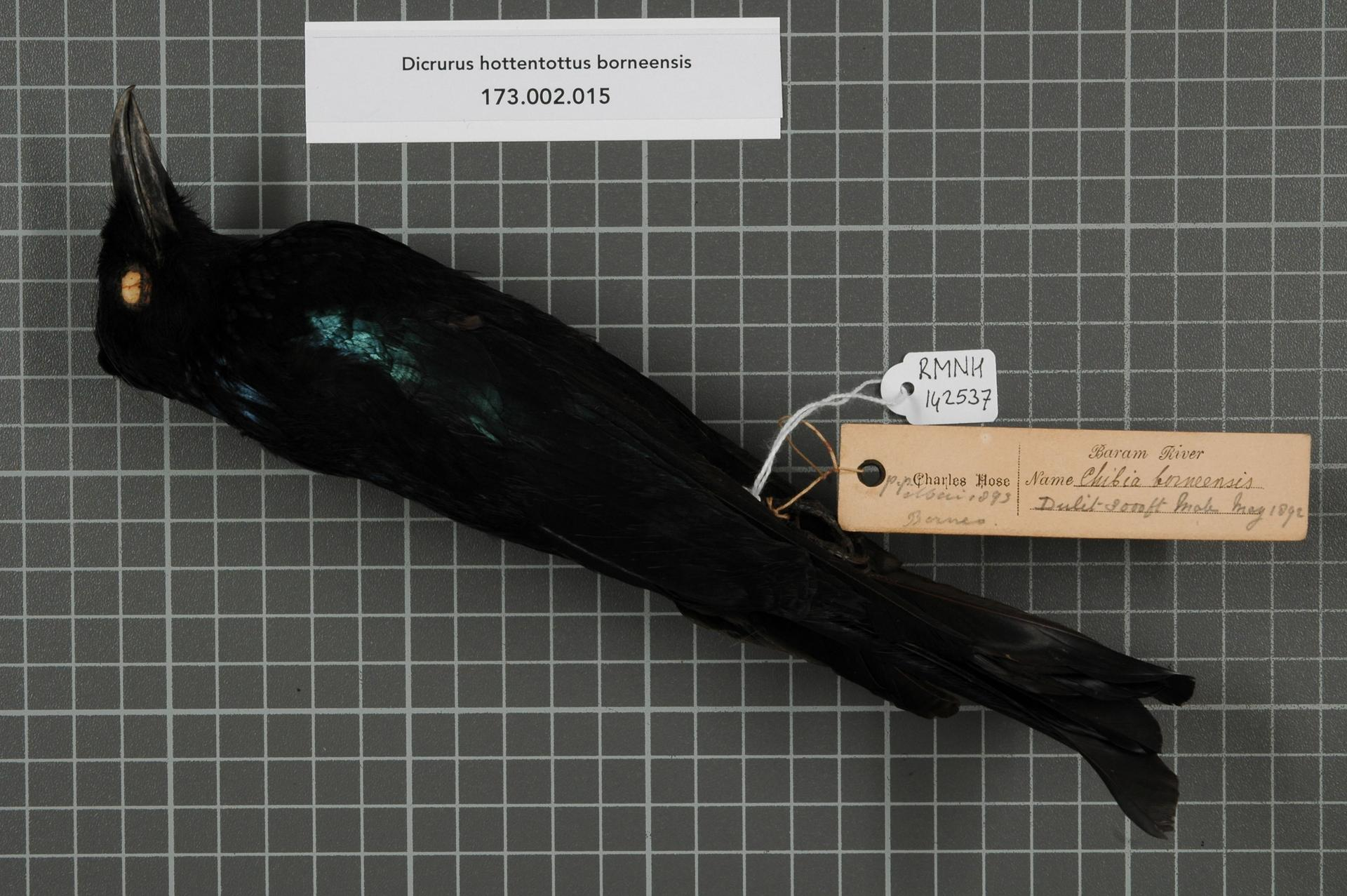
Esemplare impagliato della sottospecie borneensis.
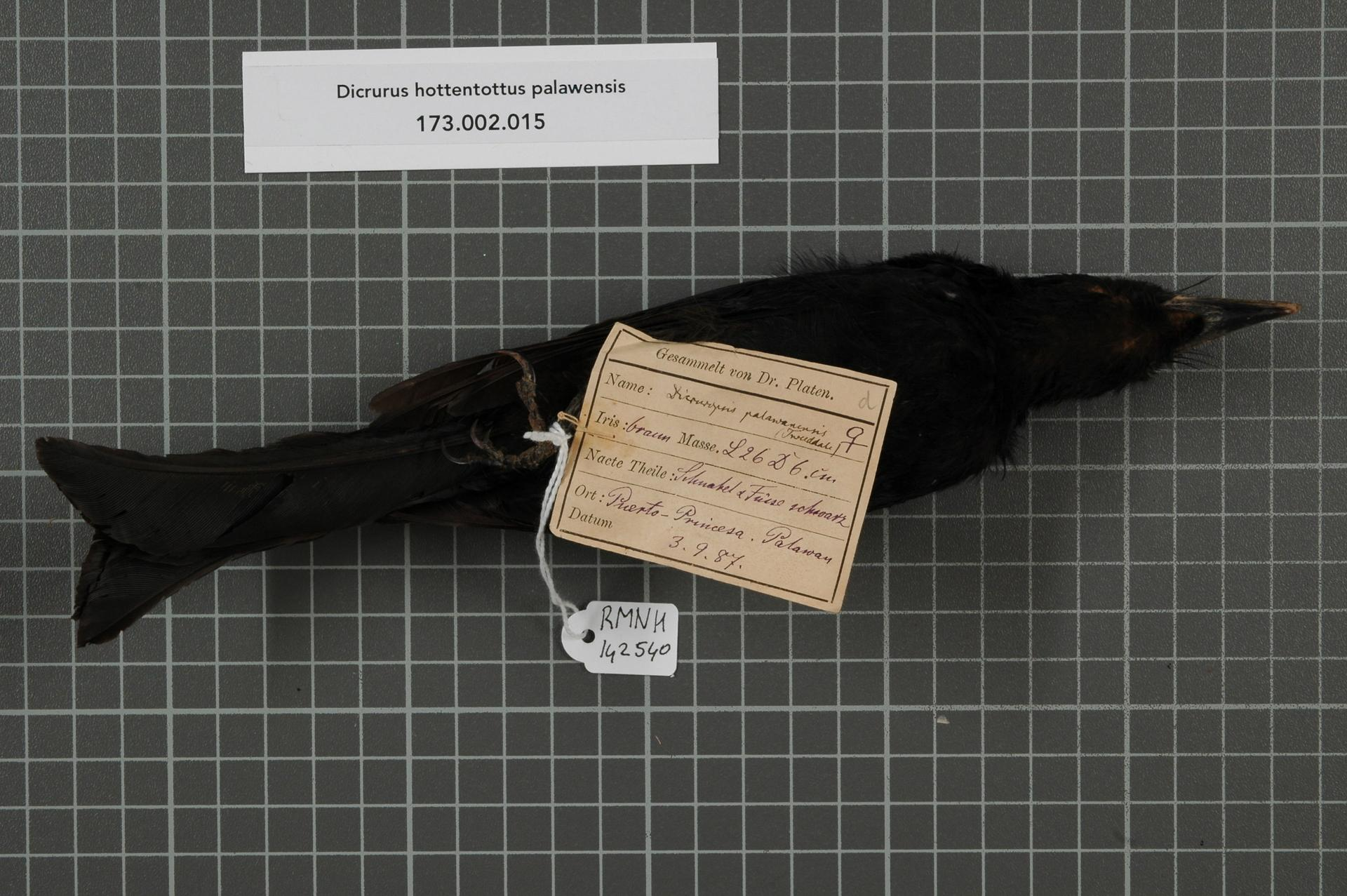
Esemplare impagliato della sottospecie palawanensis.
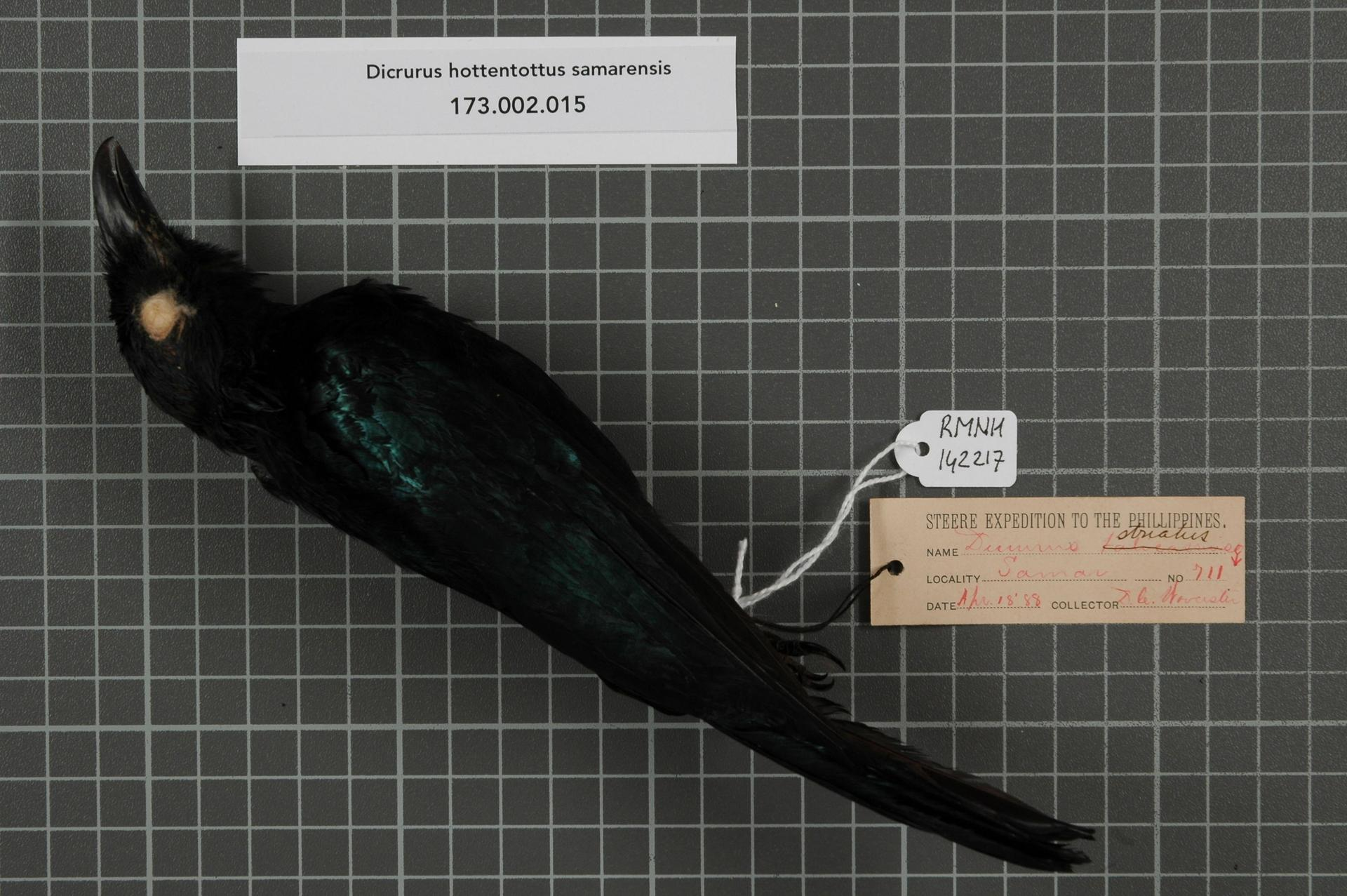
Esemplare impagliato della sottospecie samarensis.
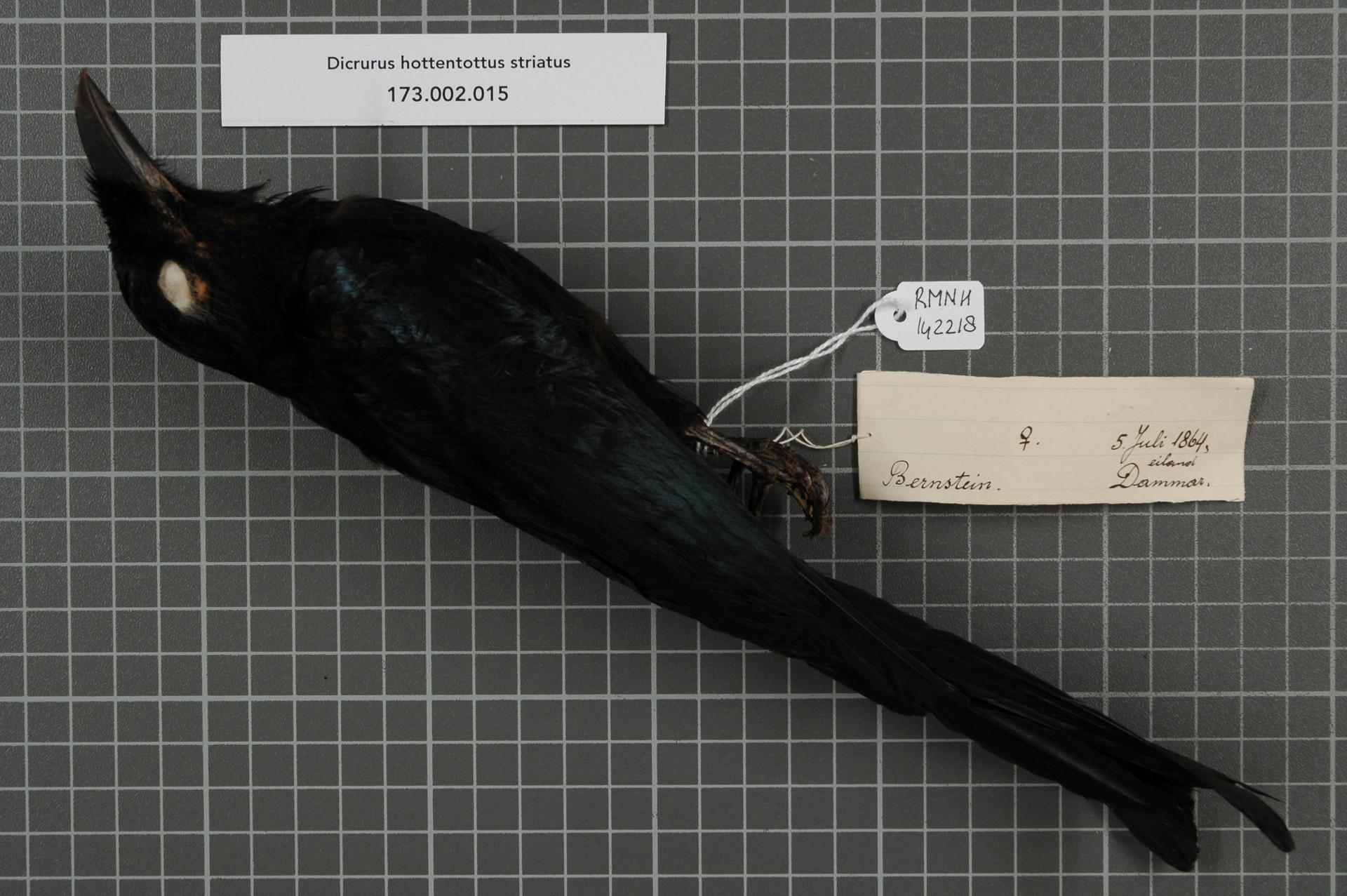
Esemplare impagliato della sottospecie striatus.
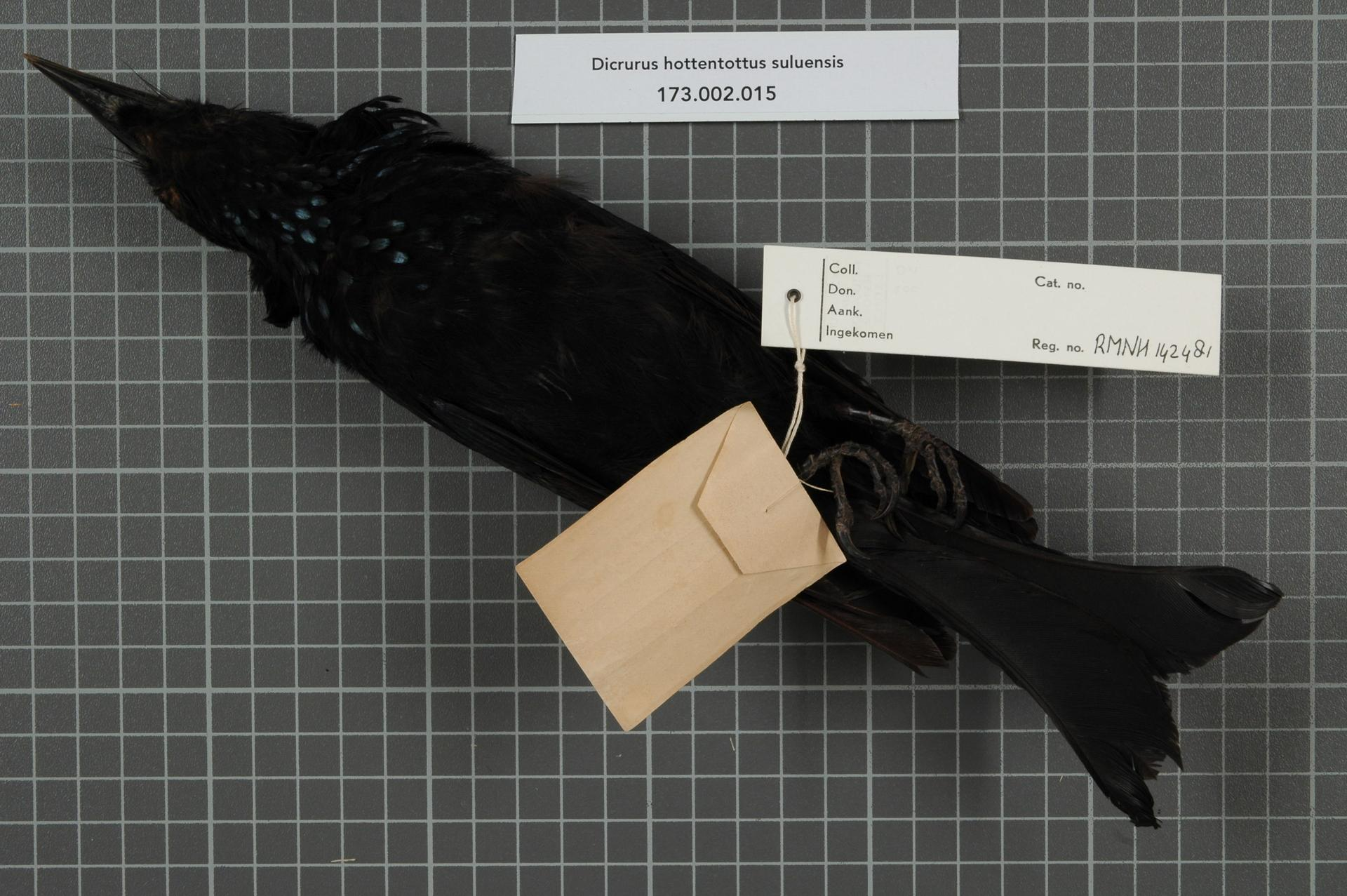
Esemplare impagliato della sottospecie suluensis.
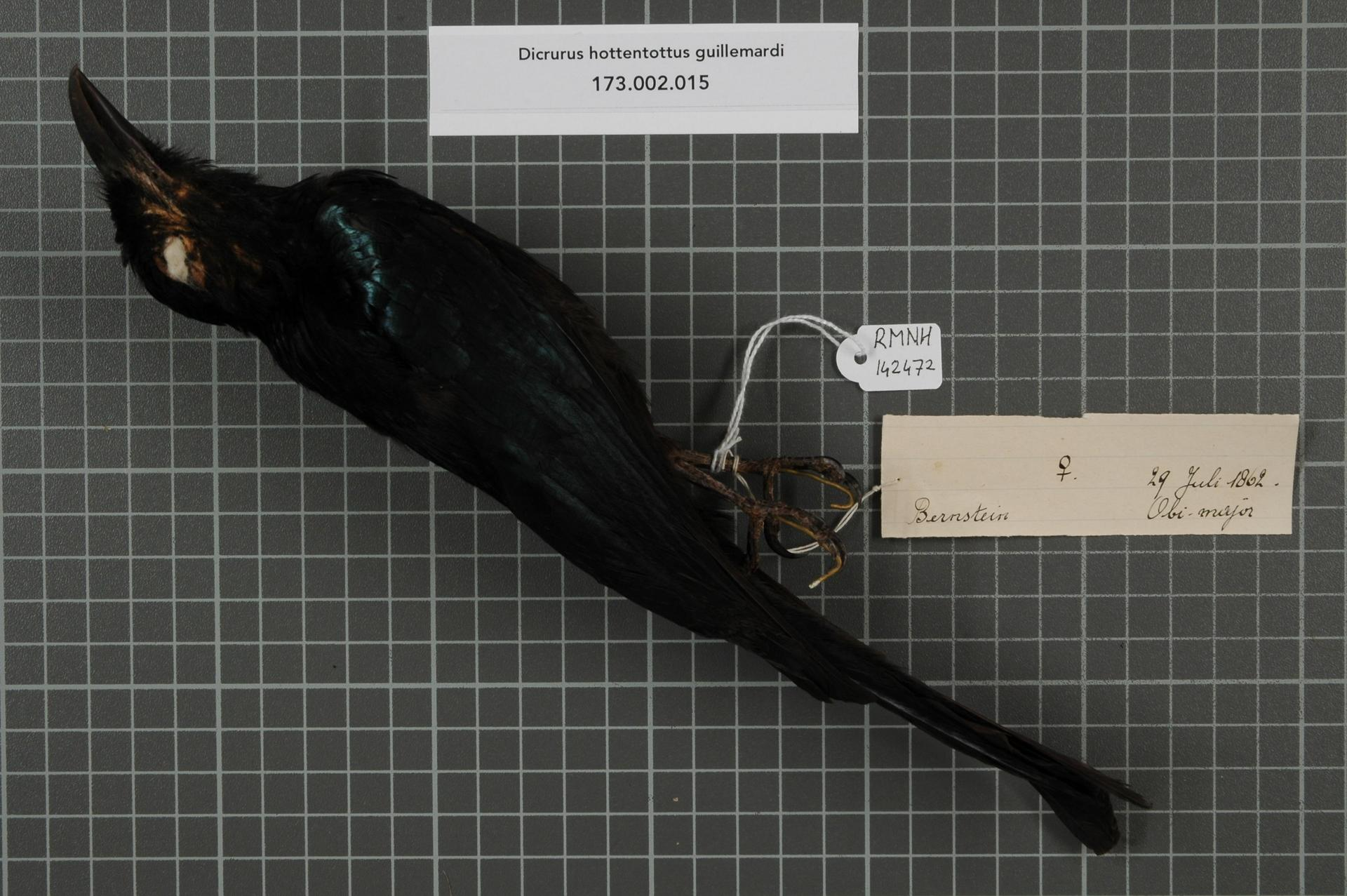
Esemplare impagliato della sottospecie guillemardi.
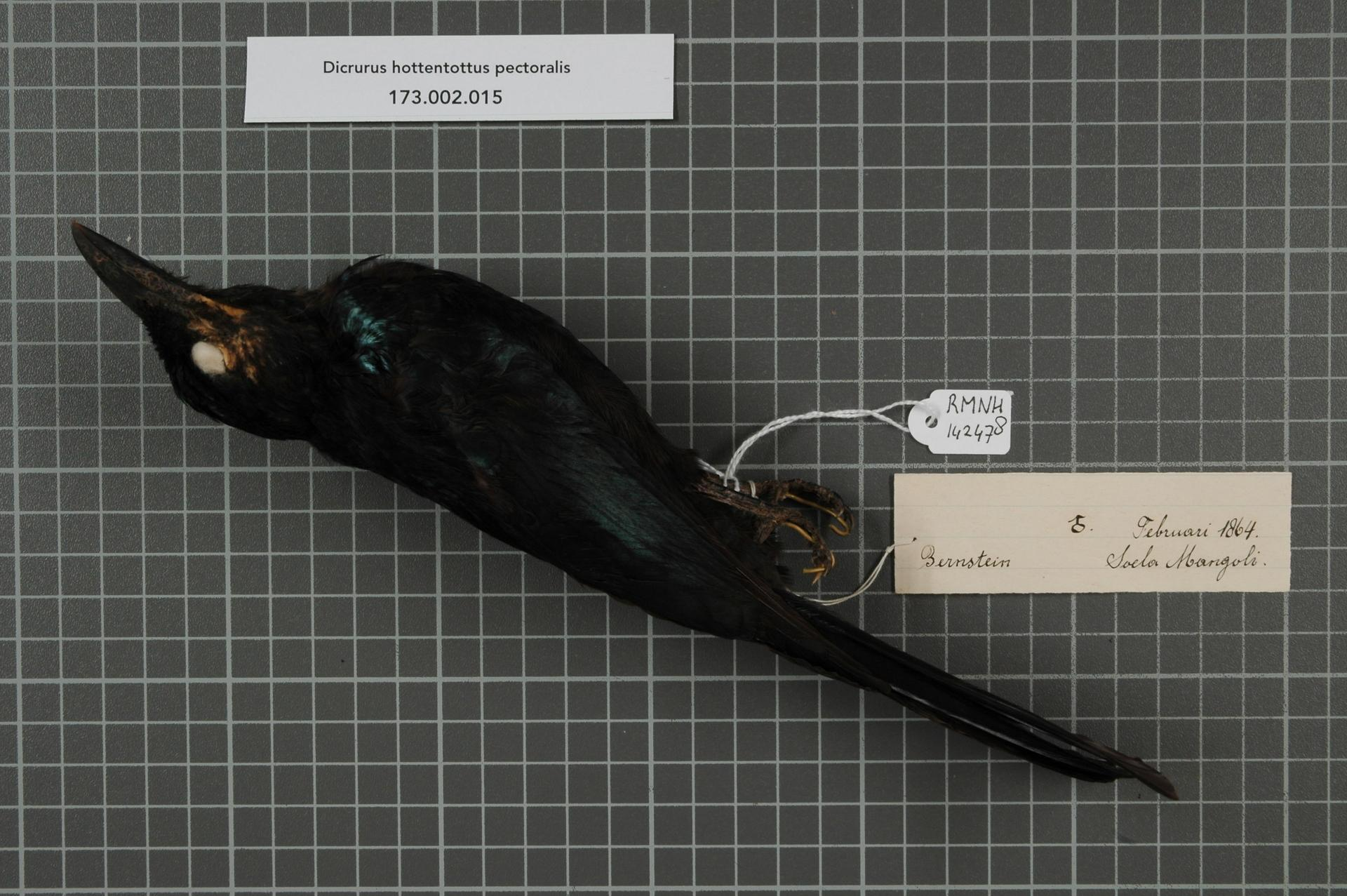
Esemplare impagliato della sottospecie pectoralis.
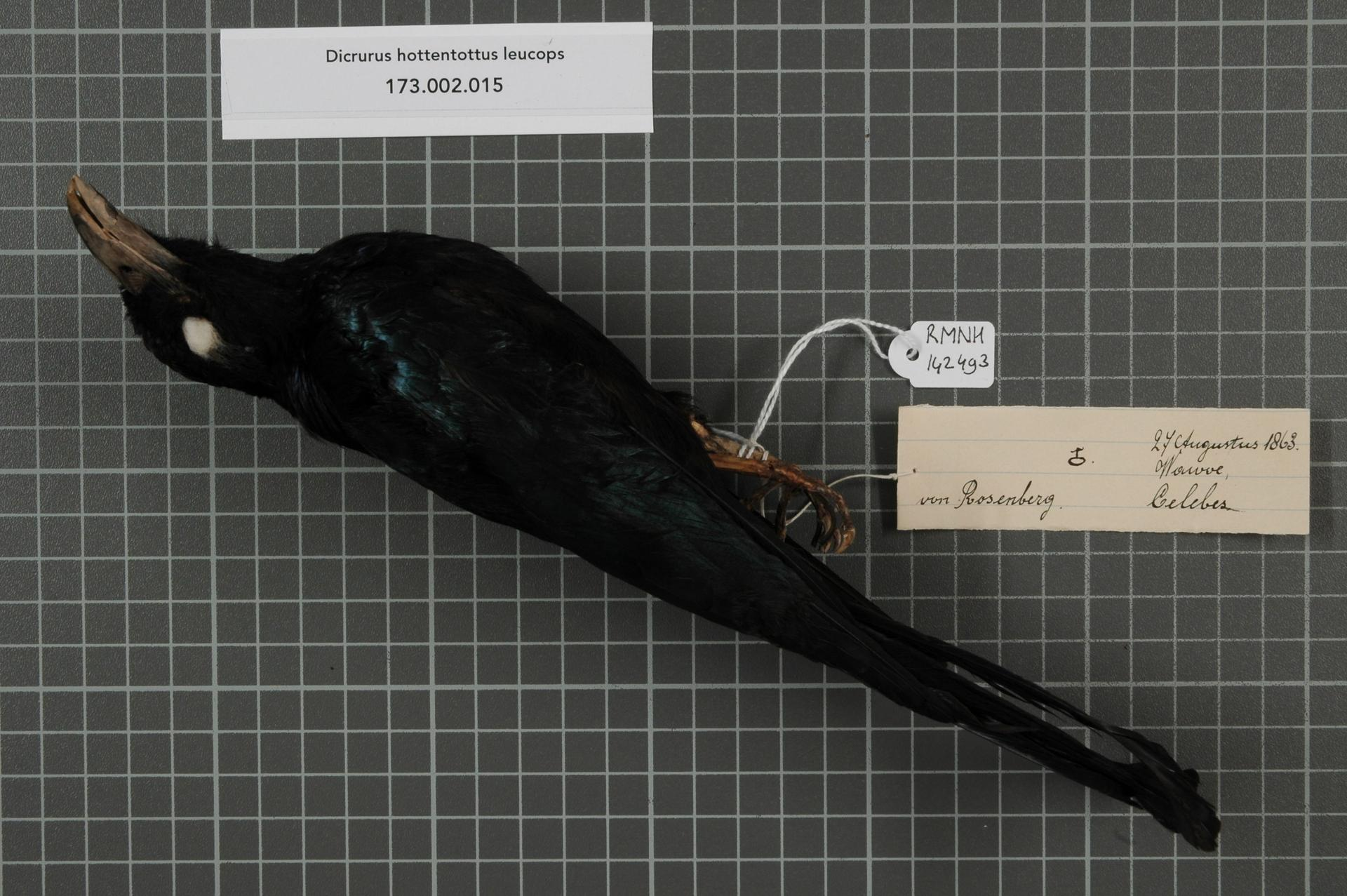
Esemplare impagliato della sottospecie leucops.

La tassonomia della specie è piuttosto tormentata e lungi dall'essere chiarita: alcuni autori accorperebbero la sottospecie banggaiensis con pectoralis o con leucops (risultando fileticamente più affine a quest'ultima), mentre altri riconoscerebbero le sottospecie chrishna del Nepal (sinonimizzata con la nominale) e termeuleni dell'area di Giacarta (sinonimizzata con jenticki). Altri ancora proporrebbero di continuare il processo di frammentazione del taxon (che ha già coinvolto drongo di Sumatra, drongo di Wallacea, drongo di Tablas, drongo di Celebes e drongo picchiettato, tutti in passato considerati sottospecie del drongo piumato) elevando al rango di specie a sé stante le sottospecie striatus e samarensis col nome di Dicrurus striatus.

In realtà, in base alle differenze anche consistenti a livello morfometrico, di colorazione e di vocalizzazioni (sebbene quest'ultima caratteristica venga annullata dalla creatività e dalle capacità imitative tipiche dei dronghi), praticamente tutte le sottospecie insulari di drongo piumato potrebbero virtualmente essere elevate al rango di specie a sé stanti.